# Presa Francisco Zarco
La Presa Francisco Zarco es una presa ubicada en el municipio Lerdo en el estado de Durango en el noroeste de México sobre el Río Nazas. El uso primordial de esta presa es el riego y distribución de agua potable a la Comarca Lagunera.
Esta presa de regulación tiene una capacidad de 380 millones de metros cúbicos y en él habitan especies como la mojarra, la lobina, el bagre, la robaleta y la carpa.